# BELIFT LAB
BELIFT LAB（ビリーフラボ、朝: 빌리프랩）は、韓国の芸能事務所である。HYBE LABELS傘下。ENHYPEN、ILLIT が所属している。
キャッチコピーは「Lift to be moved」。

## 来歴
2018年9月17日，韓国の芸能事務所Big Hit Entertainment（現：HYBE）とCJ ENMが共同で設立。
2019年3月11日、2020年に新たなボーイズグループを結成する予定を発表。
2020年6月26日、サバイバルオーディション番組『I-LAND』が放送スタート。同番組にはBELIFT LAB所属の男性練習生23人が参加。最終回が9月18日。日韓同時生放送され、グローバル視聴者投票とプロデューサーの選択で選ばれた7人が、「ENHYPEN」として年内にデビューすることが決定した。
2023年、ENHYPENがこれまでリリースしたアルバムのうち、4作品は米国音楽業界で最も権威のあるチャートの「ビルボード200チャート」でトップ20入りを果たす
2023年6月30日、サバイバルオーディション番組『R U Next?』が放送スタート。同番組にはBELIFT LAB所属の女性練習生22人が参加。最終回が9月1日。韓国ではJTBC、日本ではABEMAにて生放送され、グローバル投票と事務所選定で選ばれた5人が、「ILLIT」として結成され、2024年3月25日にデビューすることが決定した。
2023年8月10日、HYBEがCJ ENM保有分の株式51.5%を取得する契約を締結した。これによりHYBEが株式100%を保有し、同社の完全子会社となった。
2024年2月28日14時11分、ILLITデビュー後の新規アイドル企画に備えて、候補者となる新しい人材を発掘するため、ボーカル / ラップ / ダンス枠で日本３大都市の東京、大阪、名古屋にあるスクールオブミュージック専門学校で練習生契約オーディションを開催することを発表。

## 所属
- ENHYPEN
  - ジョンウォン、ヒスン、ジェイ、ジェイク、ソンフン、ソヌ、ニキ
- ILLIT
  - ユナ、ミンジュ、モカ、ウォンヒ、イロハ

## 過去所属
いずれも「&AUDITION」招集に伴いHYBE LABELS JAPANに所属異動。
- &AUDITION boys（現：&TEAM）
  - ケイ、ニコラス、ウィジュ、タキ